# Romillé

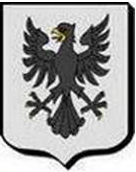

Romillé est une commune française située dans le département d'Ille-et-Vilaine en région Bretagne, peuplée de 4 154 habitants.

## Géographie

### Localisation
Romillé est une petite ville à une vingtaine de kilomètres au nord-ouest de Rennes, préfecture départementale et régionale.

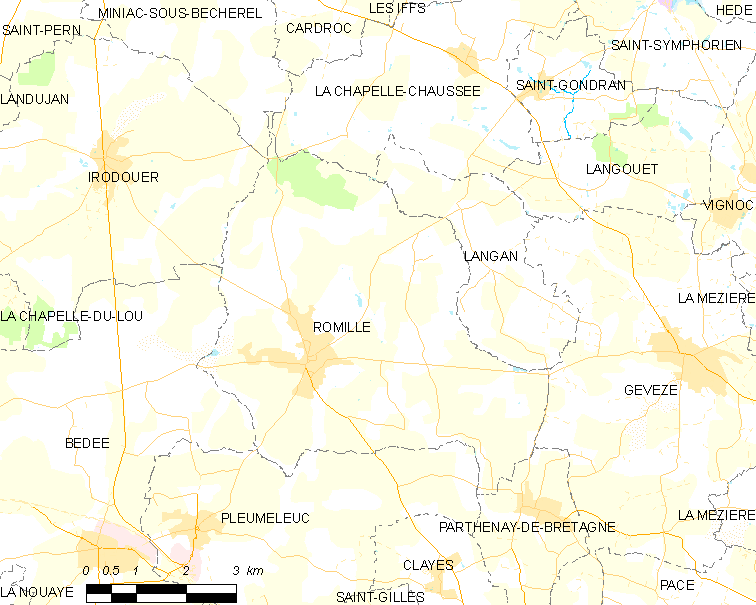
Carte de la commune de Romillé.

| Miniac-sous-Bécherel | La Chapelle-Chaussée | Langan                |
| Bédée, Irodouër      | Romillé              | Gévezé                |
|                      | Pleumeleuc           | Parthenay-de-Bretagne |

### Transport
Romillé est traversée d'est en ouest par la D 28. La D 21 part du bourg vers le sud jusqu'à L'Hermitage.
Depuis le 1er janvier 2014, à la suite de son entrée dans Rennes Métropole, la commune est desservie par les lignes de bus 81 et 82 du réseau STAR.

### Hydrographie
Pour un article plus général, voir Réseau hydrographique d'Ille-et-Vilaine.
La commune est située dans le dans le bassin de la Vilaine, au sein du bassin Loire-Bretagne. Elle est drainée par la Vaunoise, la Cotardière, le ruisseau de l'Étang du saut bois, le ruisseau du Pont ès pies, le ruisseau du Quinfromel et le ruisseau du Temple,,.
La Vaunoise, d'une longueur de 33 km, prend sa source dans la commune de Irodouër et se jette  dans le Meu à Bréal-sous-Montfort, après avoir traversé onze communes. 
La Cotardière, d'une longueur de 14 km, prend sa source dans la commune  et se jette  dans la Vaunoise à Mordelles, après avoir traversé huit communes. 

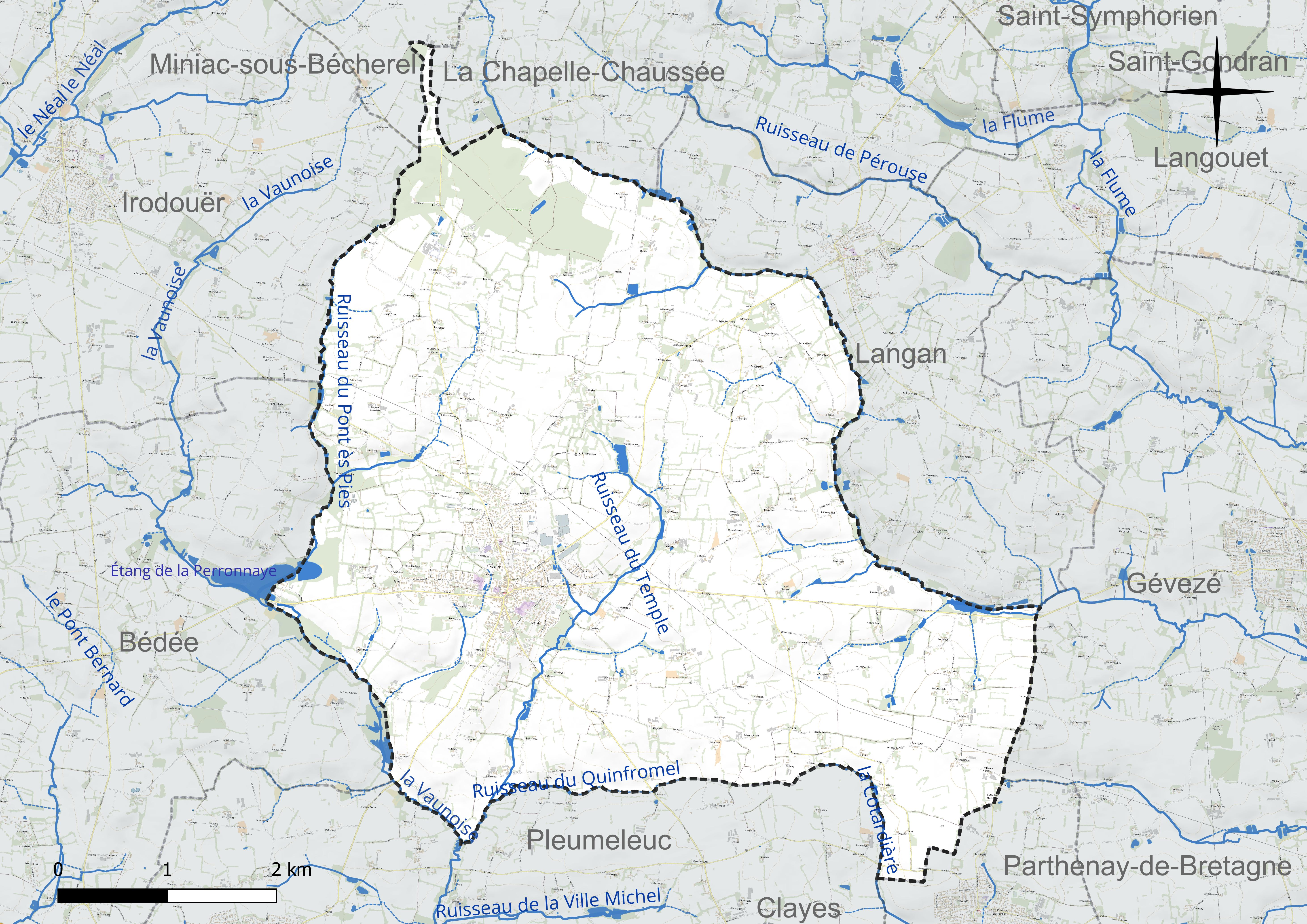
Réseau hydrographique de Romillé.

Un plan d'eau complète le réseau hydrographique : l'étang de la Perronnaye, d'une superficie totale de 16,7 ha (3,82 ha sur la commune),.

### Climat
Pour des articles plus généraux, voir Climat de la Bretagne et Climat d'Ille-et-Vilaine.
En 2010, le climat de la commune est de type climat océanique altéré, selon une étude du CNRS s'appuyant sur une série de données couvrant la période 1971-2000. En 2020, Météo-France publie une typologie des climats de la France métropolitaine dans laquelle la commune est exposée à un climat océanique et est dans la région climatique  Bretagne orientale et méridionale, Pays nantais, Vendée, caractérisée par une faible pluviométrie en été et une bonne insolation. Parallèlement l'observatoire de l'environnement en Bretagne publie en 2020 un zonage climatique de la région Bretagne, s'appuyant sur des données de Météo-France de 2009. La commune est, selon ce zonage, dans la zone « Intérieur Est », avec des hivers frais, des étés chauds et des pluies modérées.  
Pour la période 1971-2000, la température annuelle moyenne est de 11,3 °C, avec une amplitude thermique annuelle de 12,6 °C. Le cumul annuel moyen de précipitations est de 747 mm, avec 12,6 jours de précipitations en janvier et 6,5 jours en juillet. Pour la période 1991-2020, la température moyenne annuelle observée sur la station météorologique la plus proche, située sur la commune du Rheu à 15 km à vol d'oiseau, est de 12,2 °C et le cumul annuel moyen de précipitations est de 720,4 mm,. Pour l'avenir, les paramètres climatiques de la commune estimés pour 2050 selon différents scénarios d'émission de gaz à effet de serre sont consultables sur un site dédié publié par Météo-France en novembre 2022.

## Urbanisme

### Typologie
Au 1er janvier 2024, Romillé est catégorisée bourg rural, selon la nouvelle grille communale de densité à sept niveaux définie par l'Insee en 2022.
Elle appartient à l'unité urbaine de Romillé, une unité urbaine monocommunale constituant une ville isolée,. Par ailleurs la commune fait partie de l'aire d'attraction de Rennes, dont elle est une commune de la couronne,. Cette aire, qui regroupe 183 communes, est catégorisée dans les aires de 700 000 habitants ou plus (hors Paris),.

### Occupation des sols
L'occupation des sols de la commune, telle qu'elle ressort de la base de données européenne d'occupation biophysique des sols Corine Land Cover (CLC), est marquée par l'importance des territoires agricoles (90,5 % en 2018), en diminution par rapport à 1990 (91,8 %). La répartition détaillée en 2018 est la suivante : 
terres arables (54,3 %), zones agricoles hétérogènes (25,3 %), prairies (10,9 %), zones urbanisées (5,7 %), forêts (3,7 %). L'évolution de l'occupation des sols de la commune et de ses infrastructures peut être observée sur les différentes représentations cartographiques du territoire : la carte de Cassini (XVIIIe siècle), la carte d'état-major (1820-1866) et les cartes ou photos aériennes de l'IGN pour la période actuelle (1950 à aujourd'hui).

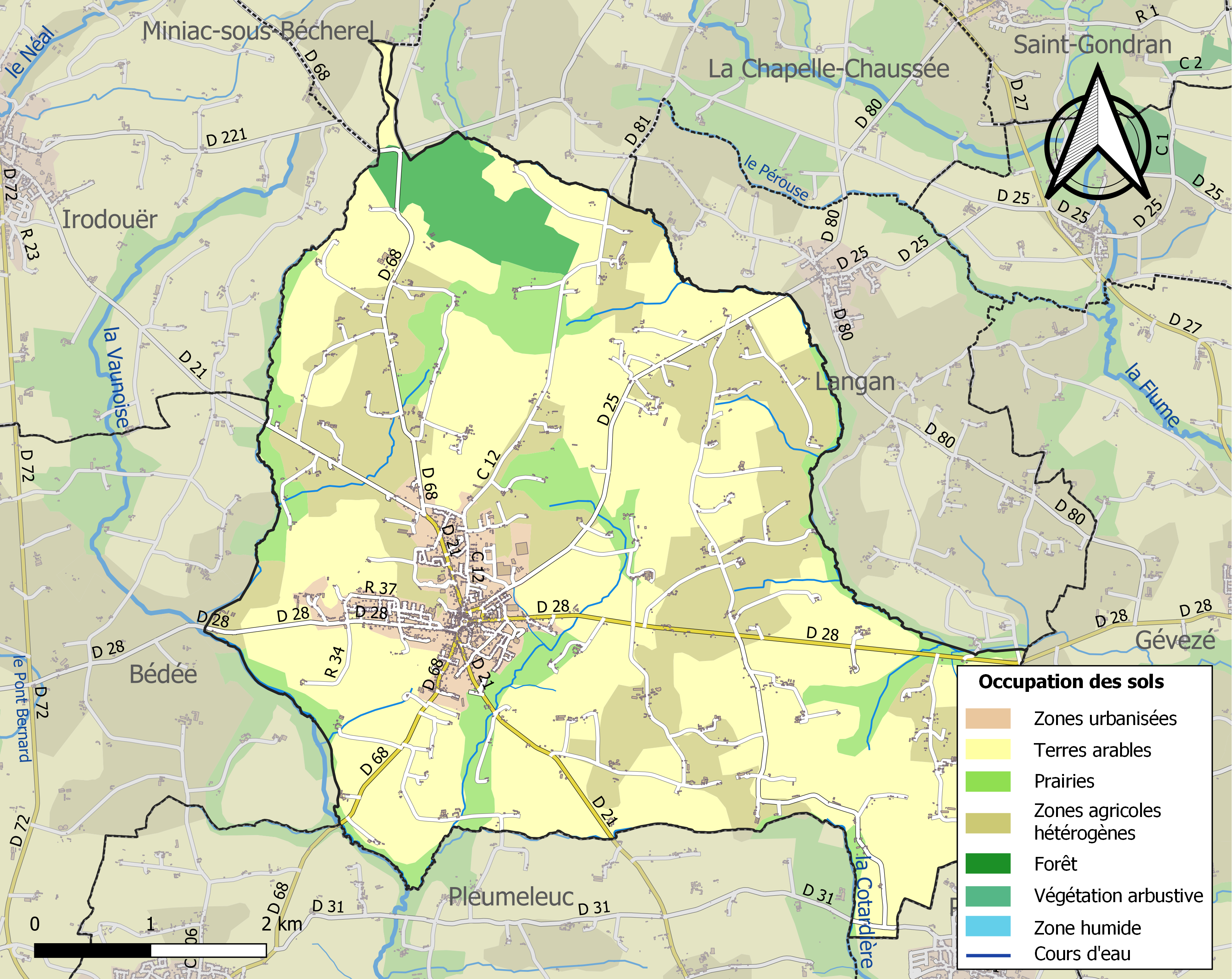
Carte des infrastructures et de l'occupation des sols de la commune en 2018 (CLC).

### Logement
Le tableau ci-dessous présente une comparaison de quelques indicateurs chiffrés du logement pour Romillé et l'ensemble de l'Ille-et-Vilaine en 2017,.
|                                                                  | Romillé | Ille-et-Vilaine |
| ---------------------------------------------------------------- | ------- | --------------- |
| Parc immobilier total (en nombre d'habitations)                  | 1 639   | 546 440         |
| Part des résidences principales (en %)                           | 92,7    | 86,2            |
| Part des résidences secondaires et logements occasionnels (en %) | 0,6     | 6,9             |
| Part des logements vacants (en %)                                | 6,7     | 6,9             |
| Part des ménages propriétaires de leur logement (en %)           | 71,0    | 59,8            |

### Morphologie urbaine
Romillé dispose d'un plan local d'urbanisme intercommunal approuvé par délibération du conseil métropolitain du 19 décembre 2019. Il divise l'espace des 43 communes de Rennes Métropole en zones urbaines, agricoles ou naturelles.

## Toponymie
Le nom de la localité est attesté sous la forme Ecclesia de Romeliaco en 1152 et Ecclesia de Romelleio en 1185.
Origine gallo-romane ; de Romilius et du suffixe de localisation -acum.
À Romillé se trouve un lieu-dit « Launay-Pas de l'Oie ». Le ruisseau du Temple passe tout près de ce lieu qui devait être planté d'aulnes. Il est probable qu'il y ait eu un gué, d'où « le passage de l'eau (l'oie) ».

## Histoire
La seigneurie et l'ancien manoir du Perron à Romillé appartiennent successivement à la famille Colin, au XVe siècle, à Pierre de La Douesnellière, seigneur du Fail, en 1500 et à Thomas Trémaudan en 1677. Le Manoir de la Durantaye à la famille Aubaud depuis 1180 à Pierre Aubaud. (dans l'armoirie générale imprimé d'Hozier donne en tome 1, sa généalogie pour l'évêché de St Malo) Jehan Aubaud ,écuyer, figure en 1371 et 1378 dans des montres du vicomte de Dinan et d'Eon de Baulon, compagnon de Bertrand Duguesclin. Puis Guillaume Aubaud prête serment parmi les nobles de St Malo en 1437, Les 5 et 6 juin 1480 Pierre Aubaud sieur de la Durantaye demeurant dans la paroisse de Romillé comparut en qualité d'archer en brigandine, bien monté et armé et ayant avec lui un page à la montre de cet évêché. Le Blason de la famille Aubaud (d'argent à l'aigle déployé de sable , armée d'or) que l'on retrouve en base du blason de Romillé. La branche ainé a fini avec Gilette Aubaud par son mariage avec Olivier de St Gilles (contrat de mariage du 23 février 1567  reçu à Rennes). L'ancien manoir de la Durantaye qui possédant jadis une chapelle et un colombier avait un pouvoir de haute justice.
Par son mariage en 1567 avec  Gillette Aubault ,seule héritière de branche du Perron et de la Durantay, Olivier Charles Gilles de Saint-Gilles seigneur du Perronnay, fait entrer Romillé dans la famille de Saint-Gilles et ceci jusqu'en 1789.

## Politique et administration

### Rattachements administratifs et électoraux

#### Circonscriptions de rattachement
Romillé appartient à l'arrondissement de Rennes et au canton de Montauban-de-Bretagne depuis le redécoupage cantonal de 2014. Avant cette date, elle appartenait au canton de Bécherel.
Pour l'élection des députés, la commune fait partie de la troisième circonscription d'Ille-et-Vilaine, représentée depuis février 2020 par Claudia Rouaux (PS-NUPES). Sous le Second Empire, elle appartenait à la circonscription de Saint-Malo, sous la IIIe République à la circonscription de Montfort et de 1958 à 1986 à la 1re circonscription (Rennes-Nord).

#### Intercommunalité
Les dix communes du canton de Bécherel ont créé en 1990 le Syndicat intercommunal pour le Développement du pays de Bécherel, qui s'est transformé le 1er janvier 1994 en Communauté de communes du Pays de Bécherel.
Celle-ci a été dissoute au 1er janvier 2014 et Romillé, ainsi que Bécherel, Langan, La Chapelle-Chaussée, Miniac-sous-Bécherel ont intégré Rennes Métropole,.

#### Institutions judiciaires
Sur le plan des institutions judiciaires, la commune relève du tribunal judiciaire (qui a remplacé le tribunal d'instance et le tribunal de grande instance le 1er janvier 2020), du tribunal pour enfants, du conseil de prud'hommes, du tribunal de commerce, de la cour d'appel et du tribunal administratif de Rennes et de la cour administrative d'appel de Nantes.

### Administration municipale
Le nombre d'habitants au dernier recensement étant compris entre 3 500 et 4 999, le nombre de membres du conseil municipal est de 27.

### Liste des maires
| Période                                  | Période              | Identité                       | Étiquette | Qualité                                                                                                  |
| ---------------------------------------- | -------------------- | ------------------------------ | --------- | --- |
| 1800                                     | 1801 (décès)         | Jean Lebreton                  |           | Premier maire Nommé par le sous-préfet de Montfort                                                       |
| 1801                                     | 1815                 | Gilles Houdusse                |           | Maître chirurgien                                                                                        |
| 1815                                     | 1830                 | Nicolas Lebrument              |           | Pharmacien-médecin                                                                                       |
| 1830                                     | 1837                 | Mathurin Trillard              |           | Notaire                                                                                                  |
| 1837                                     | 1864 (décès)         | Pierre Lemoine                 |           | Cultivateur                                                                                              |
| 1864                                     | 1871                 | Marie Lemoine                  |           | Cultivateur (Fils du précédent)                                                                          |
| 1871                                     | 1889 (décès)         | André Lebon                    |           | Médécin                                                                                                  |
| 1889                                     | avril 1913 (décès)   | Pierre François Joseph Lemoine | ARD/PRD   | Agriculteur puis marchand de grains Conseiller général (1910 → 1913) (Fils de Marie Lemoine)             |
| juin 1913                                | février 1917 (décès) | Alexandre Lemoine              | RG        | Voyageur de commerce puis rentier Conseiller général (1913 → 1917) (Frère du précédent)                  |
| février 1917                             | mars 1921 (décès)    | Jules Besnard                  |           | Adjoint, conseiller d'arrondissement                                                                     |
| 1921                                     | 1944                 | Aristide Cutté                 | RG        | Pharmacien Conseiller d'arrondissement (1931 → 1940)                                                     |
| 1945                                     | 1962                 | Émile Haouisée                 |           | Marchand beurre et œufs                                                                                  |
| 1962                                     | mars 1965            | Albert Guinard                 |           | Agriculteur                                                                                              |
| mars 1965                                | mars 1977            | Pierre Daucé                   | CDS       | Agriculteur                                                                                              |
| mars 1977                                | mars 1989            | Albert Baudais                 | SE        | Boulanger                                                                                                |
| mars 1989                                | juin 1995            | Christian Stern                | PS        | Enseignant retraité                                                                                      |
| juin 1995                                | mars 2001            | Marie-Hélène Daucé             | UDF-CDS   | Secrétaire générale de mairie Conseillère générale (1992 → 2015) (Fille de Pierre, maire de 1965 à 1977) |
| mars 2001                                | mars 2014            | Pierre Daucé                   | PS        | Ingénieur agronome retraité (Cousin de la précédente)                                                    |
| mars 2014                                | 27 mai 2020          | Marie-Hélène Daucé             | AC > UDI  | Secrétaire générale de mairie Conseillère générale (1992 → 2015) (Cousine du précédent)                  |
| 27 mai 2020                              | En cours             | Henri Daucé                    | DVG       | Agriculteur à la retraite (Cousin de la précédente et frère de Pierre, maire de 2001 à 2014)             |
| Les données manquantes sont à compléter. |                      |                                |           | |

## Démographie
L'évolution du nombre d'habitants est connue à travers les recensements de la population effectués dans la commune depuis 1793. Pour les communes de moins de 10 000 habitants, une enquête de recensement portant sur toute la population est réalisée tous les cinq ans, les populations de référence des années intermédiaires étant quant à elles estimées par interpolation ou extrapolation. Pour la commune, le premier recensement exhaustif entrant dans le cadre du nouveau dispositif a été réalisé en 2007.
En 2022, la commune comptait 4 154 habitants, en évolution de +6,76 % par rapport à 2016 (Ille-et-Vilaine : +5,46 %, France hors Mayotte : +2,11 %).
| 1793  | 1800  | 1806  | 1821  | 1831  | 1836  | 1841  | 1846  | 1851  |
| ----- | ----- | ----- | ----- | ----- | ----- | ----- | ----- | ----- |
| 2 474 | 2 546 | 2 344 | 2 337 | 2 451 | 2 387 | 2 256 | 2 216 | 2 212 |

| 1856  | 1861  | 1866  | 1872  | 1876  | 1881  | 1886  | 1891  | 1896  |
| ----- | ----- | ----- | ----- | ----- | ----- | ----- | ----- | ----- |
| 2 165 | 2 220 | 2 251 | 2 321 | 2 330 | 2 288 | 2 361 | 2 378 | 2 325 |

| 1901  | 1906  | 1911  | 1921  | 1926  | 1931  | 1936  | 1946  | 1954  |
| ----- | ----- | ----- | ----- | ----- | ----- | ----- | ----- | ----- |
| 2 264 | 2 305 | 2 229 | 1 975 | 1 995 | 1 954 | 1 895 | 1 934 | 1 739 |

| 1962  | 1968  | 1975  | 1982  | 1990  | 1999  | 2006  | 2007  | 2012  |
| ----- | ----- | ----- | ----- | ----- | ----- | ----- | ----- | ----- |
| 1 753 | 1 787 | 1 743 | 2 183 | 2 439 | 2 688 | 3 240 | 3 319 | 3 709 |

| 2017  | 2022  | - | - | - | - | - | - | - |
| ----- | ----- | - | - | - | - | - | - | - |
| 3 905 | 4 154 | - | - | - | - | - | - | - |

## Lieux et monuments
Romillé possède un édifice protégé en tant que monument historique, le château de Perronnay datant de la fin du XVIIe siècle, inscrit en 1948,, (48° 12′ 52,54″ N, 1° 55′ 14,98″ O).
On trouve plusieurs autres monuments, :
- l'église paroissiale Saint-Martin-de-Tours[42],[43] et sa maîtresse-vitre du XVIe siècle, classée au titre objet[44] (48° 12′ 57,12″ N, 1° 53′ 30,23″ O) ;
- le nouveau presbytère[45],[46] (48° 13′ 01,27″ N, 1° 53′ 27,47″ O) et l'ancien presbytère[47],[48] (48° 12′ 42,05″ N, 1° 53′ 36,93″ O) ;
- trois manoirs : à Quinfromel[49],[50] (48° 12′ 05,26″ N, 1° 52′ 22,58″ O), au Perron[51],[52] (48° 13′ 13,38″ N, 1° 52′ 19,64″ O) et à la Chauvrais[53],[54] (48° 14′ 23,85″ N, 1° 51′ 45,4″ O) ;
- plusieurs maisons et fermes. Sur 789 bâtiments, vingt-cinq ont été repérés et cinq étudiés[55],[56] : une maison du XVIIe siècle située place de l'Église[57],[58] (48° 12′ 55,56″ N, 1° 53′ 31,17″ O), une autre maison du XVIIe siècle à l'Épine[59],[60] (48° 12′ 26,23″ N, 1° 50′ 09″ O), une maison du XIXe siècle route de Montauban[61],[62] (48° 12′ 56,6″ N, 1° 53′ 53,96″ O), une ferme du XVIIe siècle aux Couettes[63],[64](48° 12′ 47,34″ N, 1° 51′ 15,99″ O), une autre ferme du XVIIe siècle à la Plerie[65],[66] (48° 12′ 21,88″ N, 1° 51′ 25,68″ O), une ferme du XVIIIe siècle à la Ville Greffier[67],[68] (48° 12′ 29,75″ N, 1° 51′ 37,49″ O) ;
- la croix des trois évêchés, à la jonction des paroisses de Romillé, Gévezé et Langan, qui appartenaient aux anciens évêchés de Saint-Malo, Rennes et Dol[69] (48° 12′ 58,28″ N, 1° 49′ 36,92″ O).

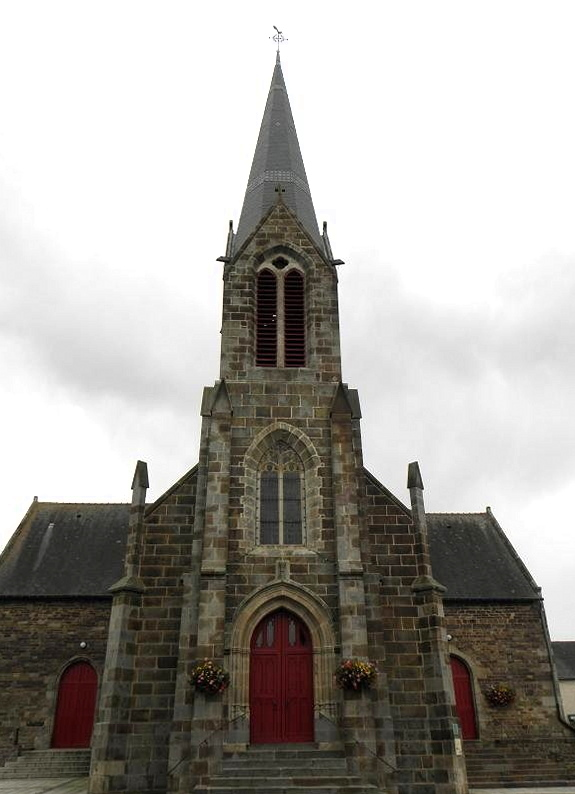
La façade occidentale de l'église paroissiale Saint-Martin-de-Tours.
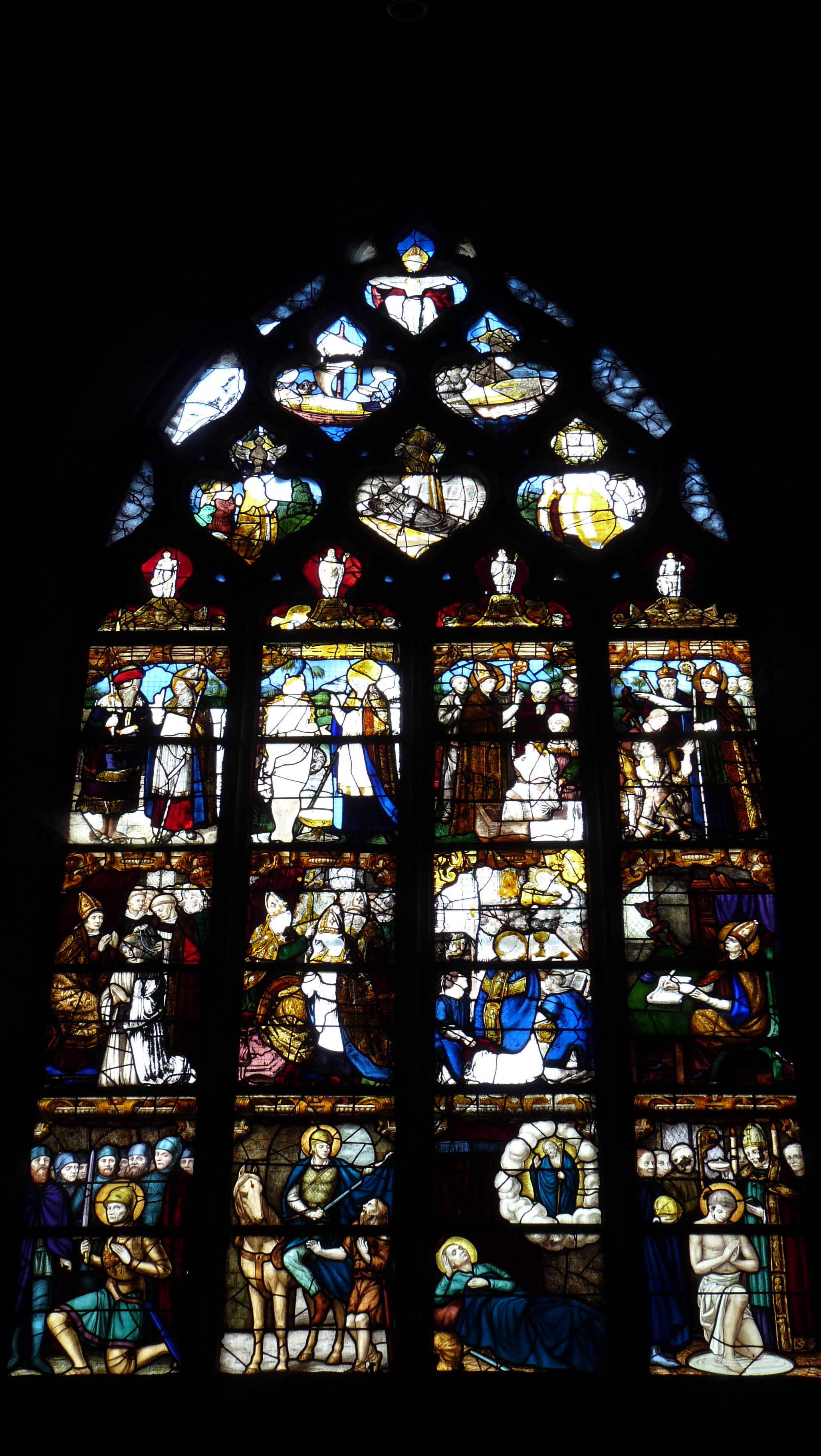
La maîtresse-vitre du XVIe, classée.
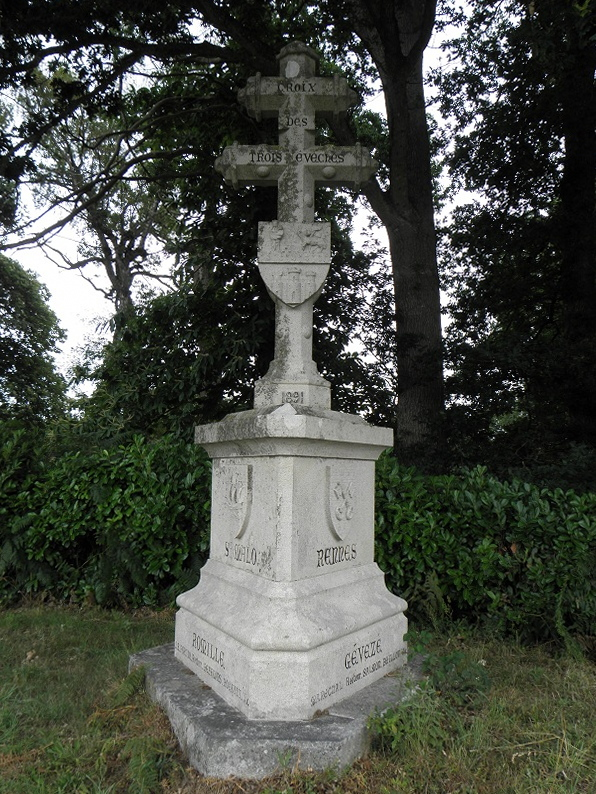
La croix des Trois-Évêchés.

## Personnalités liées à la commune
- Jordan De Luxe animateur radio et présentateur télé y grandit.
- Gérard Rué, ancien cycliste, fidèle « lieutenant » de Miguel Indurain, 10e du Tour de France 1991.